# Тврђава (роман)
Тврђава је роман истакнутог српског и југословенског писца Меше Селимовића који је стварао у другој половини двадесетог вијека. Роман је настао 1970. године. Тема овог романа је живот Ахмета Шабе који се после рата, односно после битке код Хоћина у којој Европљани побјеђују Османлијско царство, враћа у Сарајево из Русије. Радња романа се дешава у 17. вијеку. Главни јунак управо покушава изађе из своје „тврђаве” и вјерује да може да се пронађе заједнички језик са другим људима, без обзира на њихове различитости. 

## Радња дјела
На почетку дјела, приповједач одбија да прича о томе шта се десило на Хоћину, желећи да остави те страшне догађаје иза себе, показујући колико је његово искуство било ужасавајуће. Он сматра да треба да заборави сва убијања и звјерства, јер нису вриједна ни слављења ни жаљења. Са њим се вратио и војни писар којег је спријатељио, Мула Ибрахим. Приповједач говори само о два догађаја: дан када је његова страна заузела насип и када су војници силовали младу невјесту која је живјела са својом дјецом. Након тог догађаја, ожалошћен, приповједач прилази да јој помогне, на шта она није навикнута. То њу запрепаштава, те ненавикнута на такве гесте, она његову помоћ проналази понижавајућом. 
После Ахмета Шабе, појављује се Тијана, кћерка Миће Бјелотрепића који је прије двије године био убијен од стране непознатих људи. Тијана је прва особа којој се Ахмет отворио и причао јој о овим догађајима. Вративши се у свој родни крај, Ахмет сазнаје каква је судбина задесила његову породицу. Читава породица му је умрла од куге, а кућа запаљена. Ахмет сам говори да то на њега не оставља велики траг, јер је навикао на равнодушност и хладнокрвност у рату. 
Мула Ибрахим, његов пријатељ, нуди му посао у његово писарској радњи. Ахмет прихвата, али повремено бива растужен када види велики број мајки које желе да пошаљу писмо својим синовима са којима се дуго нису чуле. Једном приликом у радњу долазе рођаци једног човјека, Имама, који је био убијен са још двојицом људи јер су одбили да пруже војну помоћ. Његови рођаци траже да им се бар испоручи његово тијело, а то је први пут да Ахмет види Мулу Ибрахима узнемиреног. Ахмет постаје осјећајан, сјећа се оца који је стално на неки начин губио све што је стекао и мајке која је, упркос свему, била одана само њему. Отвара се Тијани, у коју се временом заљубљује. Он одлучује да је запроси, свјестан да нема много тога да јој пружи и да вјероватно неће ни имати, али говори да ће јој увијек нудити љубав. Њих двоје се вјенчавају, а свједок им бива Мула Ибрахим. Ахмет бива посјећен од стране Ферхада, рођака његове мајке. Ферхад је био одсутан пуно година, јер је прије двадесет година отишао због побуне Сари Мурата и браће Морић. Фехрад говори Ахмету како је морао поново да види свој родни крај, што му је била грешка. Њега проналази сердар Авдага, који га немилосрдно води у тврђаву гдје бива задављен. Након што у радњи бива упитан за свог рођака Ферхада, Ахмет говори како се живи у веома тешким временима и да сви живе сиромашно. Ахмет среће Махмута Неретљака, који му се хвали да је почео да се бави послом продавања разних дрангулија и да је почео подучавати дјецу, иако он не зна арапски. Ахмет му нуди помоћ у подучавању арапског и притом говори како не тражи никакав вид исплате. Мула му говори како није паметно да не плаћа своје услуге. Затим га обавјештава да ће ићи на сијело код Хаџи Духотине, који приређује гозбе за све људе који су учествовали у ратовима. Ахмет добија позив такође, и невољко га прима јер је Тијана трудна. Ипак, она тврди да треба да иде и да ће га она чекати. Ахмет, несигуран, одлази на сијело са Мулом, који му говори да треба да се држи њега и да ће све бити добро. Ахмет разговара са Зафранијом који му се уопште није свидио. При одласку са сијела, Ахмет бива пребијен. Махмут Неретљак га проналази и одводи кући, гдје помаже Тијани да среде Ахмета. Ипак, сваки пут при одласку од њих Махмут узима по нешто, на шта су Ахмет и Тијана навикли. Након што се опоравио, Ахмет одлази на посао, гдје га дочекује изненађење. Мула Ибрахим му говори да је мислио да је пронашао други посао, те је због тога запослио друге писаре. Ахмет је свјестан да Мула лаже. Тијана га подстиче да тражи и даље посао, међутим није у стању то да уради због одређених ствари о којима је причао на сијелу. Једном, Ахмет и Махмут срећу Бећира Тоску који их користи да пренесу сердар-Авдаги поруку да престане слати уходе. После тога, Ахмет добија лоше вијести. Тијана је побацила, те Ахмет и Махмут заједно сахрањују дијете. Затим среће Мулу Ибрахима, коме говори шта се десило и пита га је ли заиста крив за оно што је причао на сијелу, на шта му Мула говори да би боље било да је украо или штету начинио некоме, него што је причао о ономе о чему свако паметан ћути. Ахмет тражи посао и даље, без успјеха. Он среће Рамиза, човјека који је често у џамији држао говоре и он му говори како су три највећа порока коцка, алкохол и власт. Тијана почиње да везе женске кошуље, те им трговац Хусага предлаже да им донесе робу. Они њему плаћају раније, а при повратку из Цариграда Хусага им саопштава како је сав новац пропао јер је почео пити, те обећава да ће им вратити. Махмут долази на идеју да почну продавати свирале за дјецу, што Ахмет прихвата не говорећи Тијани. Авдага долази код Ахмета и нуди му посао, али та понуда би значила да ће Суад остати без посла, што он одбија. Поново га посјећује Авдага, којем Тијана говори да их остави на миру. За то вријеме, Рамиз је затворен, а Ахмет позван у џамију. Он се забринуо да ће и њега затворити. У џамији слуша расправу коју су водили о Рамизу, те се не укључује у њу јер се не слаже са мишљењима. Затим добија посјету од Османа Вука који му преноси да га Шехага тражи. Сазнаје да је Шехагин син умро. Наиме, он је хтио да се прикључи војсци и бјежи од куће. Након тога схвата да му рат неће донијети ништа добро, па је побјегао, што му доноси осуду на смрт као издајник. Шехага и Ахмет одлучују да ће спасити Рамиза. Уочи Бајрама, неко спашава Рамиза из тврђаве. Ахмет закључује да је Шехага дао новац, а Осман платио људе да му помогну. Убијају Авдију Скакавца под сумњом да је помогао Рамизу. Тијана је опет трудна. Осман схвата да је Авдага постао опасан, јер неће стати док не пронађе кривца, а затим и док не добије освету. Авдага бива убијен од стране непознатог убице, али се сматрало да га је убио Бећир Тоска.
Шехага зове Ахмета да пође са њим у Веденик, под изговором да млад човјек попут њега треба пропутовати свијет. Крећу на пут у току којег Шехага умире од тровања. Ахмет долази до закључка да се треба одлучити за љубав, јер са њом и живот и смрт има више смисла.

## Ликови
- Ахмет Шабо
- Тијана Шабо
- Мула Ибрахим
- Махмут Неретљак
- Сердар Авдага
- Шехага Соћо
- Осман Вук
- Рамиз
- Хусага
- Бећир Тоска
- Зафранија

### Цитати
- Ни хаљину не ваља крпити, а камоли љубав.
- Ријечи су отров, од њих почиње свако зло.
- Највећа мудрост у животу је да човјек пронађе праву лудост.
- Жену љубав подмлађује.
- Хиљаду нечијих срећних часака биће као овај, али овај никада више. Хиљаду туђих љубави биће као ова, али ова никад више.